# Cerkniško polje
Cerkniško polje – polje w Słowenii, w Wewnętrznej Krainie, w okolicach Cerknicy.
Jego długość wynosi 10–12 km, a szerokość do 6 km. W jego południowej części leży Cerkniško jezero. Północna część użytkowana jest rolniczo.